# Марочная тетрадка
Ма́рочная тетра́дка (марочный буклет, англ. postage stamp booklet, нем. Briefmarkenheft, фр. carnet de timbres) — тетрадка, состоящая из одного или нескольких небольших листов почтовых марок, одетых в обложку из полукартона. Выпускается в некоторых странах для удобства клиентов почты.

## Описание
В марочной тетрадке обычно сброшюрованы 2—4 листка размером 10 × 7 см универсальных почтовых марок одинаковых или разных номиналов (порой с проложенными листками, предотвращающими склеивание соседних марочных листов), одетых в картонную обложку. На обложке тетрадки обозначается общий номинал. Зачастую на обложке также размещаются почтово-информационные или рекламные тексты. На одном таком небольшом листе размещается по четыре-десять марок, иногда с купоном.
Такие тетрадки часто изготовляют из специально напечатанных для этой цели листов с оставленным узким полем с одной стороны листа для их соединения вместе или броширования. По причине их нарезания из марочного листа листы марочной тетрадки, как правило, не имеют перфорации по краям, да в ней и нет необходимости.
Благодаря своим меньшим размерам и тому, что они удобнее по сравнению с целым марочным листом, во многих странах марочные тетрадки стали излюбленным способом приобретения почтовых марок.

## Изготовление
Вначале марочные тетрадки изготавливались вручную, путём разделения марочных листов на листы меньшего размера с их последующим брошюрованием. Марки из таких тетрадок неотличимы от марок марочных листов. Позднее популярность марочных тетрадок привела к тому, что стало выгодно изготавливать непосредственно листы марок для тетрадок: печатая марки на больших листах, затем разрезая их на тетрадочные листы с небольшим числом марок в каждом и делая перфорацию между марками каждого такого листа. У почтовые марок в таких тетрадках обычно 1, 2 или 3 стороны не имеют зубцовки, хотя на некоторых листах марочных тетрадок марки печатаются по три в ряду, и тогда находившиеся в середине листа марки имеют зубцы со всех сторон. Это приводит к появлению разных возможных комбинаций почтовых марок: марка с купоном сверху, с купоном слева, марка без зубцов слева, справа, снизу, сбоку.
Некоторые страны (например, Швеция) обычно выпускают почтовую марку одного рисунка в рулонах, тетрадках и листах. Полная коллекция почтовых марок должна включать экземпляры марок всех трёх видов. Некоторые коллекционеры специализируются на коллекционировании самих марочных тетрадок или целых листов из таких тетрадок. Такие листы зачастую продаются с наценкой по сравнению с таким же количеством почтовых марок. На самые первые выпуски марочных тетрадок в то время не обращали внимания, почти все они были использованы для оплаты почтового сбора, поэтому уцелевшие в нетронутом виде марочные тетрадки довольно редки в наши дни.

## История
Имеются сведения о выпуске в США тетрадок телеграфных марок Калифорнийской государственной телеграфной компанией (California State Telegraph Company) в 1870 году, а также компанией Western Union в 1871 году. 14 октября 1884 года некий А. У. Кук (англ. A.W. Cooke) из Бостона получил патент № 306 674 от патентного ведомства США за идею сшивания почтовых марок в тетрадки.
В вопросе приоритета отдельных стран в выпуске марочных тетрадок мнения различны.
Одни источники утверждают, что первым государством, выпустившим марочные тетрадки, стал Люксембург (в 1895), за ним последовала Швеция в 1898 году и Великобритания в 1904 году. По другим сведениям, первая марочная тетрадка (два листа по шесть стандартных двухцентовых марок в обложке из картона) вышла в июне 1900 года в Канаде. За ней последовали тетрадки в Венгрии и США в 1901 году, в Швеции в 1904 году, во Франции в 1906 году, в Германии в 1910 году. Третьи отдают пальму первенства Великобритании, считая, что первый буклет был выпущен там в 1891 году.
Эта идея стала популярной и быстро распространилась по всему миру. Особо значительное распространение марочные тетрадки получили в Швеции (с 1920 года), Бельгии (с 1928 года), Дании (с 1928 года).

## Примеры
Ниже приводятся примеры марочных тетрадок, поступавших в продажу в некоторых странах.

### Германия
Первая марочная тетрадка была выпущена в Германии 1 ноября 1910 года Германской имперской почтой. Она состояла из трёх листов с 12 почтовыми марками номиналом 10 пфеннигов и 16 марками номиналом 5 пфеннигов. Почтовая служба Баварии издала свой собственный первый марочный буклет в 1911 году. До прекращения существования Германской империи было выпущено ещё 48 марочных тетрадок, в которых были сброшюрованы не только почтовые, но и специальные марки. Для буклетов первого поколения были характерны две картонные обложки с одним или несколькими листами марок между ними, скреплёнными скобой. Так же выглядела и первая послевоенная марочная тетрадка, изданная в мае 1947 года.
Первая марочная тетрадка Deutschen Bundespost вышла 30 октября 1951 года тиражом 750 тысяч экземпляров с тремя листами почтовых марок из серии с цифрами (Ziffernserie) номиналом по 4 пфеннига, тремя листами по 6 пфеннигов, четырьмя листами по 10 пфеннигов и девятью по 20 пфеннигов. Тетрадки выпускались ещё с почтовыми марками из стандартной серии с портретом первого президента ФРГ Теодора Хойса (Heuss) в 1955, 1956, 1958 и 1960 годах.
Начиная с 1960 года, изменилась конструкция марочных тетрадок. У второго поколения марочных буклетов нет скобы, вместо неё тетрадки скреплены . Новая форма марочных тетрадок позволяла продавать их с помощью автоматов. Чтобы добраться до почтовых марок, тетрадки должны быть открыты на перфорации. В 1960-е годы в буклетах преобладали стандартные почтовые марки из серий «Известные немцы» (Bedeutende Deutsche) и «Бранденбургские ворота» (Brandenburger Tor).
С 1974 года стали выходить марочные тетрадки третьего поколения с обложкой из так называемого картона «Хромолюкс» (мелованного картона), складывающейся по перфорации и справа открывающейся без склеивания. Крайний лист тетрадки приклеен к картону. Особенно характерно обрезание тетрадочных листов по горизонтали, в результате чего марки самого верхнего и самого нижнего ряда не имеют зубцовки соответственно сверху или снизу. Благодаря этому некоторые почтовые марки, отделённые от марочных тетрадок, можно отличить от марок из обычных марочных листов или рулонов. Буклеты этого поколения выпускались в 1970-е — 1990-е годы. В марочных тетрадках выходили почтовые марки из стандартных выпусков «Предупреждение несчастных случаев» (Unfallverhütung), «Замки» (Burgen und Schlösser) и «Достопримечательности» (Sehenswürdigkeiten). 

### Дания
С сентября 1927 года по июль 1933 года почтовое ведомство Дании выпускало марочные тетрадки с марками и рекламными купонами. В каждом листе тетрадки были четыре марки, а слева — вертикальная пара купонов с рекламными рисунками. Седьмой ряд разрезался пополам и служил для вклеивания. Марки печатались в больших листах, состоящих из 60 марок и 30 купонов с рекламой, которые находились в первом, шестом и восьмом вертикальных рядах. Седьмой ряд разрезался пополам и служил для вклеивания. Из большого листа изготовлялось 15 тетрадочных листов. Существует свыше 60 различных рекламных текстов на купонах.
В 1940 году в обращении в Дании появилась стандартная марка номиналом 10 эре фиолетового цвета в форме марочной тетрадки с большими чистыми полями между рисунком марки и зубцовкой.

### Россия
В 1911 году в Российской империи Главным управлением почт и телеграфов были выпущены два вида марочных тетрадок. В одной тетрадке были сброшюрованы пять листов: один лист из шести марок номиналом в 7 копеек, один лист из шести марок номиналом в 3 копейки и три листа по шесть марок номиналом в 1 копейку. Во второй тетрадке были сброшюрованы девять листов: по три марки номиналом в 7, 6, 3 и 1 копейку.

### СССР
Известны марочные тетрадки, выпущенные в Харькове в 1928 году.

### Франция
Первые две тетрадки почтовых марок были эмитированы в 1906 году, при этом в 1910 году на их обложке без рекламных текстов была сделана надпечатка новой продажной стоимости в 2 франка:
- 40 марок по 5 сантимов, типа «Блан»[фр.], продавались за 2,05 франка в 1906 году;
- 20 марок по 10 сантимов, красного цвета — типа «Камея Сеятельница»[фр.], продавались за 2,05 франка в 1906 году.

Первые две тетрадки гербовых марок были эмитированы в 1915 году, причём на их обложках тоже не было рекламы. Они содержали, одна — 20 экземпляров, а другая — 50 экземпляров марки номиналом 10 сантимов с горизонтальной квитанцией, типа «Медальон Тассе» (фр. «Médaillon de Tasset»).
Им предшествовали 2 марочные тетрадки по 20 марок номиналом 10 сантимов с вертикальной квитанцией 1891 года типа «Медальон Тассе», которые так и не вышли в обращение. Каталог гербовых марок «Ивер и Телье» датирует их 1915 годом, но они вполне могут быть старше. Обе эти тетрадки известны только с надпечаткой фр. «Epreuve» («Образец»). Одна тетрадка содержит 5 листов по 4 марки, а другая — 2 листа по 10 марок. Известно также эссе первой из этих тетрадок, с 5 листами по 4 марки без перфорации.